# Zhao Jin
Jin Zhao, née en 1988 à Shanghai, est une nageuse chinoise spécialisée dans la Brasse. Elle a été médaillée de bronze aux championnats du monde de natation en petit bassin de Dubaï dans le 50 m brasse.

## Palmarès

### Championnats du monde
|          |                                               |        |             |         |                |                  |
| Médaille | Compétition                                   | Bassin | Épreuve     | Temps   | Lieu           | Date             |
| Bronze   | Ch. du monde de natation en petit bassin 2010 | 25 m   | 50 m brasse | 29 s 90 | Dubaï (E.A.U.) | 16 décembre 2010 |

## Records du monde
Jin Zhao ne détient pas de record du monde.

## Meilleurs temps personnels
Les meilleurs temps personnels établis par Jin Zhao dans les différentes disciplines sont détaillés ci-après.
| Épreuve                  | Bassin | Temps         | Compétition                                   | Lieu        | Date        |
| 50 m Libre               | 25 m   | 27 s 34       | FINA/ARENA Swimming World Cup                 | Beijing     | 12 oct 2010 |
| 50 m Brasse              | 25 m   | 29 s 90       | Ch. du monde de natation en petit bassin 2010 | Dubai (UAE) | 16 déc 2010 |
| 200 m Brasse             | 25 m   | 2 min 24 s 27 | FINA/ARENA Swimming World Cup                 | Beijing     | 13 oct 2010 |
| 100 m Brasse (en relais) | 25 m   | 1 min 04 s 20 | Ch. du monde de natation en petit bassin 2010 | Dubai (UAE) | 17 déc 2010 |